# Піта Лімджароенрат
Піта Лімджароенрат (тай. พิธา ลิ้มเจริญรัตน์; прізвисько Тім; нар. 5 вересня 1980, Бангкок, Таїланд) — тайський політик і бізнесмен, лідер партії «Рух вперед», де-факто спадкоємиці розпущеної партії «Майбутнє вперед».

## Молодість й освіта
Піта народився 5 вересня 1980 року, старший син Понгсака Лімджароенрата, колишнього радника міністра сільського господарства та кооперативів, і Лінди Лімджароенрат. Він є племінником Падунга Лімджароенрата, колишнього секретаря міністра внутрішніх справ і близького помічника тодішнього прем'єр-міністра Таксина Чинавата.
Піта навчався у Бангкокському християнському коледжі, в 11 років батько відправив його у Гамільтон, Нова Зеландія. Там він жив у родині середнього класу, маючи часткову зайнятість, зокрема розносячи газети та молоко, щоб заробити гроші. Його інтерес до політики розвинувся під час перегляду обмеженої кількості телевізійних каналів у Гамільтоні, які транслювали австралійські мильні опери або парламентські дебати. Через свою неприязнь до австралійських мильних опер він почав слухати промови тодішнього прем'єр-міністра Нової Зеландії Джима Болджера.
Після закінчення середньої школи у Новій Зеландії він повернувся до Таїланду та здобув ступінь бакалавра з фінансів на факультеті комерції та бухгалтерського обліку в Університеті Таммасат, який закінчив у 2002 році з відзнакою й отримав стипендію для навчання у Техаському університеті в Остіні. Пізніше він отримав стипендію Гарвардського університету, ставши першим тайцем, якому це вдалося. У 2011 році він здобув ступінь магістра публічної політики у Школі управління Джона Ф. Кеннеді Гарвардського університету та ступінь магістра ділового адміністрування у Школі менеджменту Слоуна Массачусетського технологічного інституту.

## Ділова кар'єра
У віці 25 років, через смерть батька, Піта змушений був повернувся до Таїланду, щоб очолити CEO Agrifood, компанію з виробництва рисової олії, якою керувала сім'я. Через два роки компанія змогла відновити свої позиції, це дозволило Піту повернутися до США, де він здобув ступінь магістра у 2011 році.
Він також обіймав посаду виконавчого директора Grab Thailand з 2017 до 2018 рік.

## Політична кар'єра
Спочатку Піта приєднався як член партії «Майбутнє вперед» (тай. พรรคอนาคตใหม่). На запрошення лідера партії Танаторна Джангрунгруанкіта він прийняв пропозицію стати кандидатом на загальних виборах у Таїланді 2019 року й отримав місце у Палаті представників як четвертий представник партії за партійним списком.
У липні 2019 року він виступив із промовою у Палаті представників, де обговорював «теорію п'яти кнопок», яка закликала уряд зосередитися на наступній сільськогосподарській політиці: володіння землю, борги фермерів, канабіс, агротуризм і водні ресурси. Попри приналежність до іншої партії, його промову схвально оцінив міністр внутрішніх справ Анупонг Паочінда.
Через два тижні після розпуску його партії він був призначений новим лідером партії «Рух вперед» (тай. พรรคก้าวไกล), де до нього приєдналися ще 54 члени парламенту від розпущеної партії та був офіційно обраний головою 14 березня 2020 року.
Піта очолив партію «Рух вперед» на загальних виборах 2023 року. 15 травня він заявив, що готовий стати прем'єр-міністром після того, як його партія отримала найбільшу кількість голосів, і запросив партію «Для Таїланду» та низку менших партій сформувати коаліційний уряд.

## Особисте життя
Піта одружився з акторкою Чутімою Тіпанарт 12 грудня 2012 року. Пара розлучилася у березні 2019 року. Чутіма публічно стверджувала, що Піта контролював й ображав її у шлюбі. Організація за права жінок і продемократичні активісти закликали Піта відповісти на звинувачення. Чутіма подала позов проти чоловіка про фізичне насильство, але сімейний суд відхилив його як неправдивий. Після цього вона сказала: «Можливо, насильство не було проблемою, але він завдав мені психологічної шкоди». Відтоді вона применшила ці звинувачення та висловила підтримку його політичним амбіціям. У них є єдина донька Піпім, яку виховує Піта після отримання одноосібної опіки.
У 2008 році його назвали одним із «50 найвідповідальніших холостяків» «CLEO Thailand».

## Виноски
1. ↑  Він став третім представником за партійним списком після того, як перший представник і лідер партії Танаторна Джангрунгруанкіта дискваліфікував конституційний суд Таїланду у листопаді 2019 року.[17]